# Mesoleptus spoliator
Mesoleptus spoliator là một loài tò vò trong họ Ichneumonidae.